# 布莱姆·斯托克奖
布蘭姆·史托克獎（Bram Stoker Award）是恐怖作家協會（HWA）每年表彰卓越成就的黑暗奇幻和恐怖小說。

## 歷史
布蘭姆·史托克獎自1987年以來每年頒發一次，獲獎者由恐怖作家協會活躍成員的投票選出。它們以愛爾蘭恐怖作家布莱姆·斯托克命名，他也是小說《德古拉》的作者。

## 外部連結
- Official website
- Stokercon 2018 （页面存档备份，存于）